# Ercan Kara
Ercan Kara (Vienna, 3 gennaio 1996) è un calciatore austriaco, attaccante del Rapid Vienna in prestito dal Samsunspor.

## Caratteristiche tecniche
Attaccante dotato di un'ottima struttura fisica e capace di fare reparto da solo, pericoloso nel gioco aereo e dotato di un tiro potente e preciso si rivela pericoloso soprattutto in area pecca nella tecnica individuale e nella velocità dove spesso risulta essere macchinoso nei movimenti

## Carriera

### Club
Dopo aver militato nelle serie inferiori del campionato austriaco, il 27 gennaio 2020 è stato acquistato dal Rapid Vienna. Ha debuttato in Bundesliga il 23 febbraio 2020 in occasione dell'incontro pareggiato 2-2 contro l'Hartberg.

### Nazionale
Ha giocato nella nazionale austriaca.

## Palmarès

### Competizioni nazionali
- Lamar Hunt U.S. Open Cup: 1

Orlando City: 2022